# شهرستان کورک
شهرستان کورک (انگلیسی: County Cork;ایرلندی: Contae Chorcaí) یکی از شهرستان‌های ایرلند است که در جنوب غربی جمهوری ایرلند و در استان مونستر واقع است. مرکز آن شهر کورک است.